# 갈고리

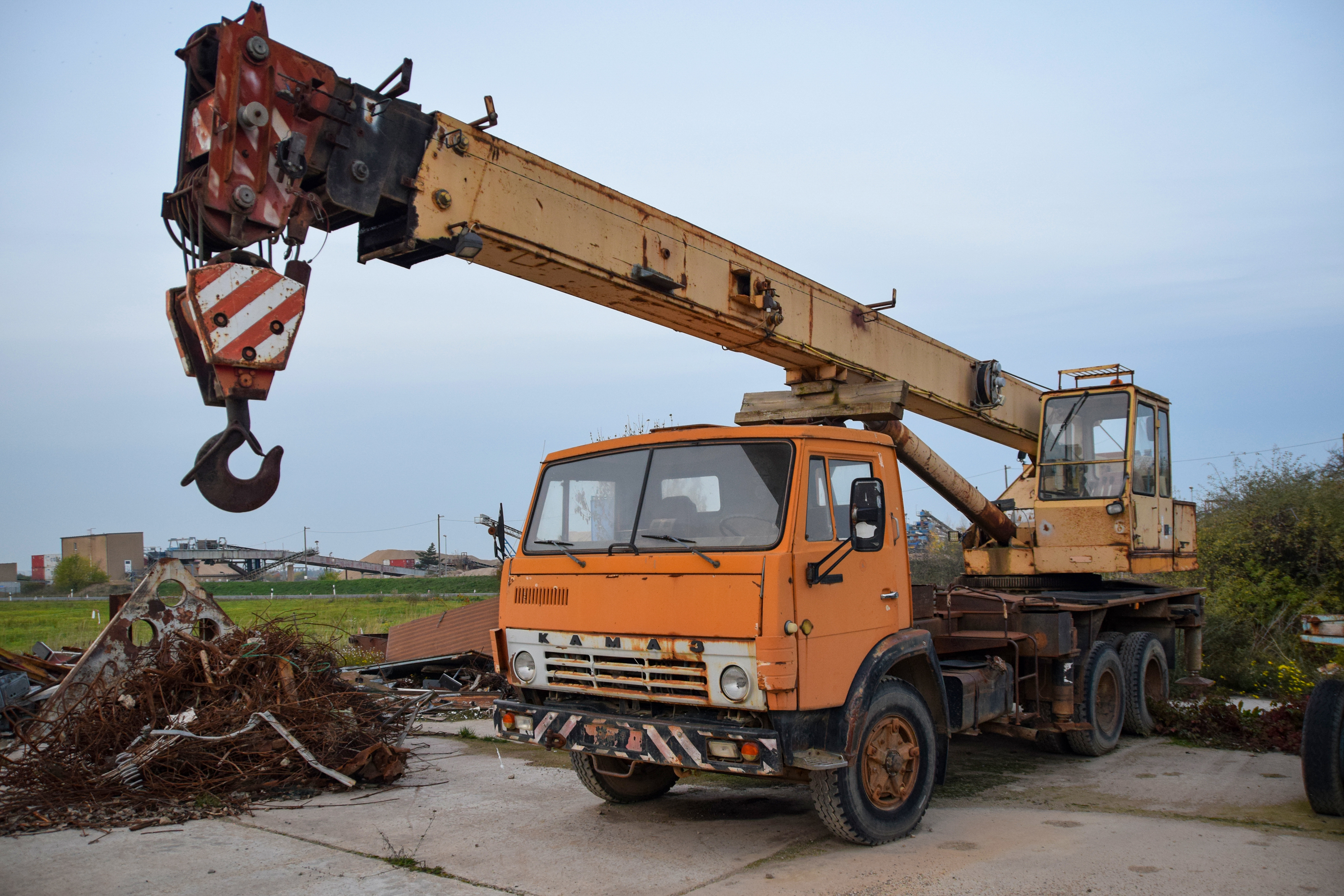
표준 원형 후크와 개구부가 있는 크레인 트럭의 리프팅 갈고리

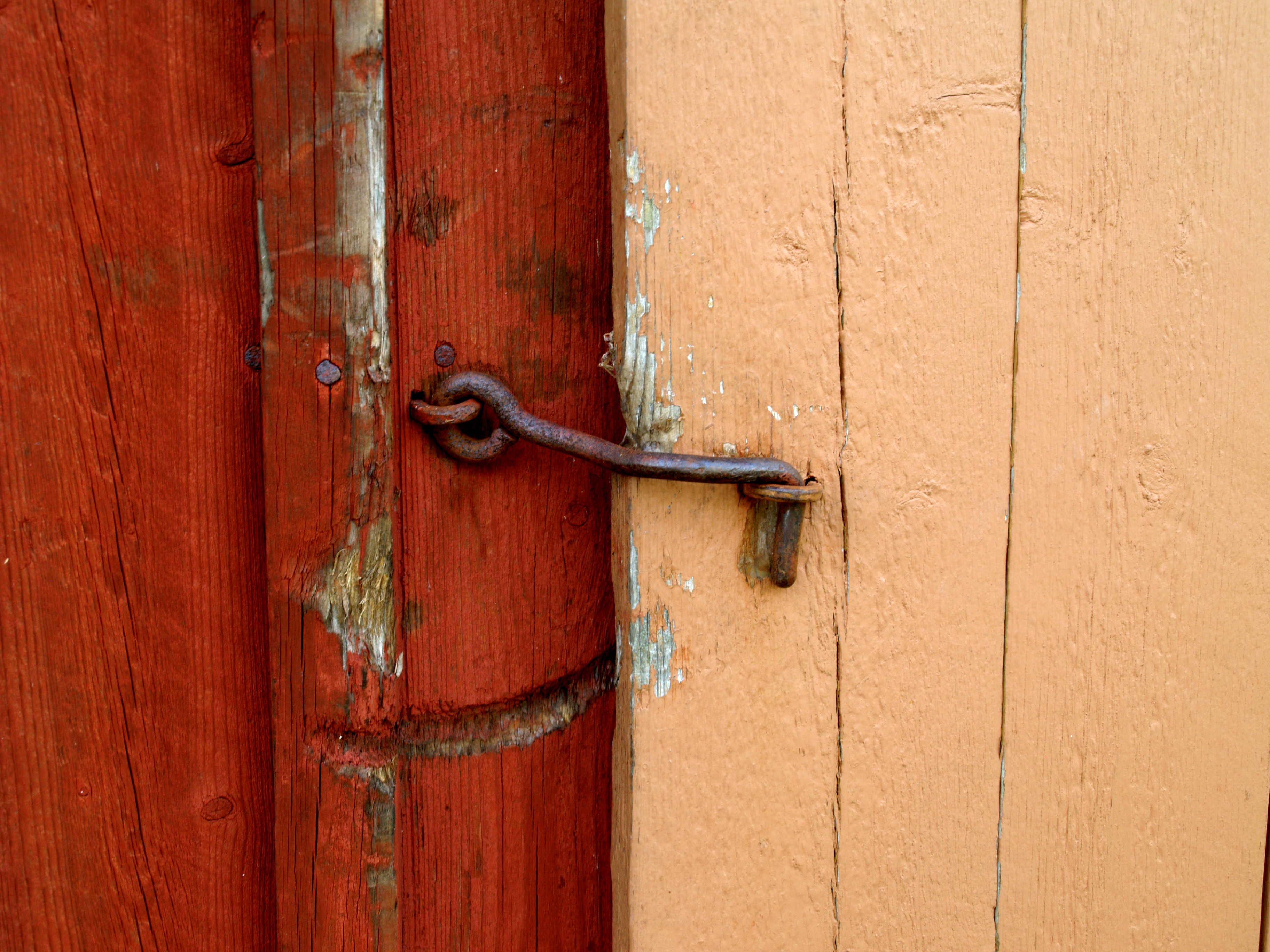
나무 문 걸쇠로 사용되는 걸쇠

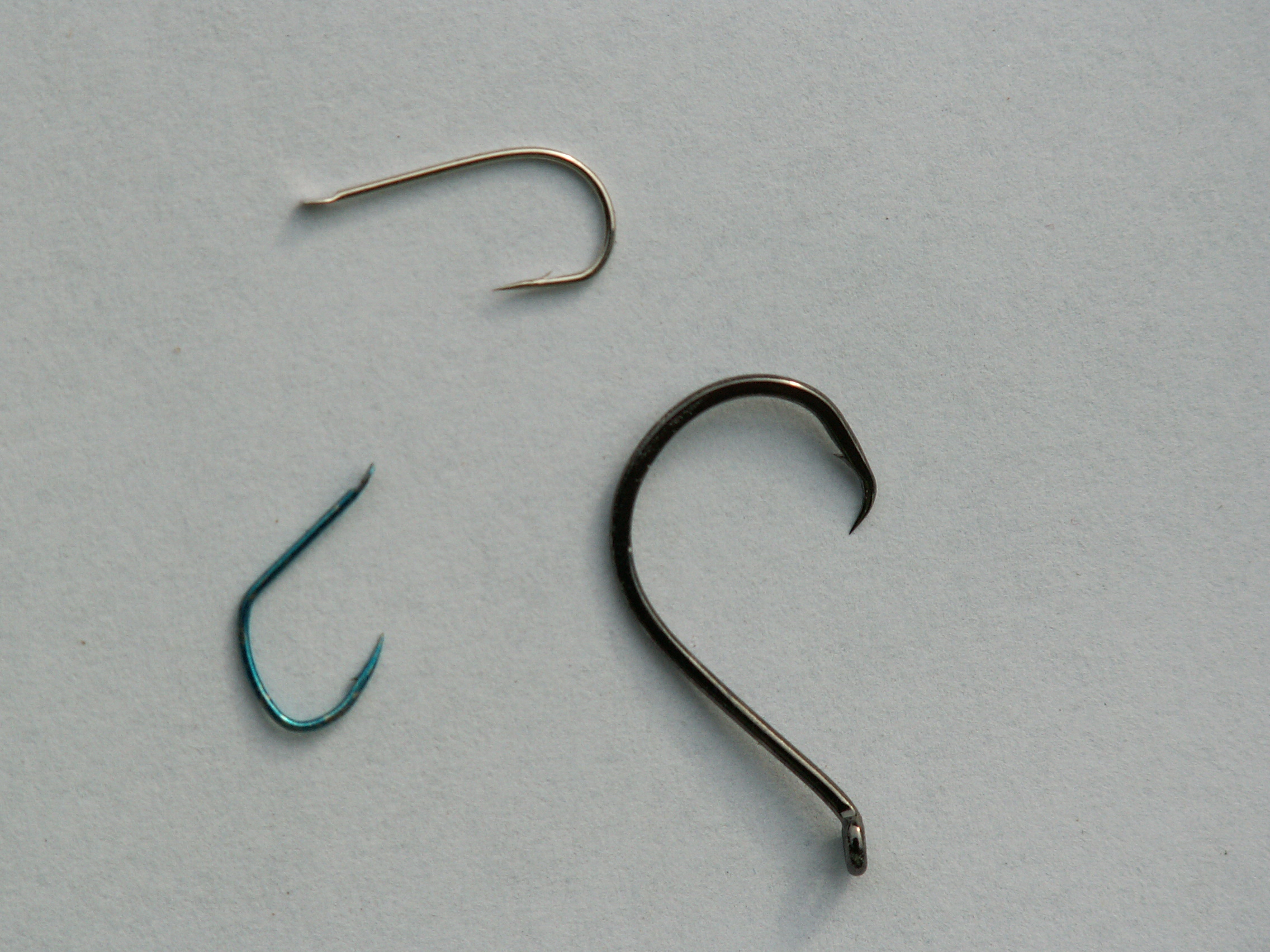
낚싯바늘은 뾰족하고 종종 가시가 있어 물고기의 입을 잡고 묶는 데 도움이 된다.

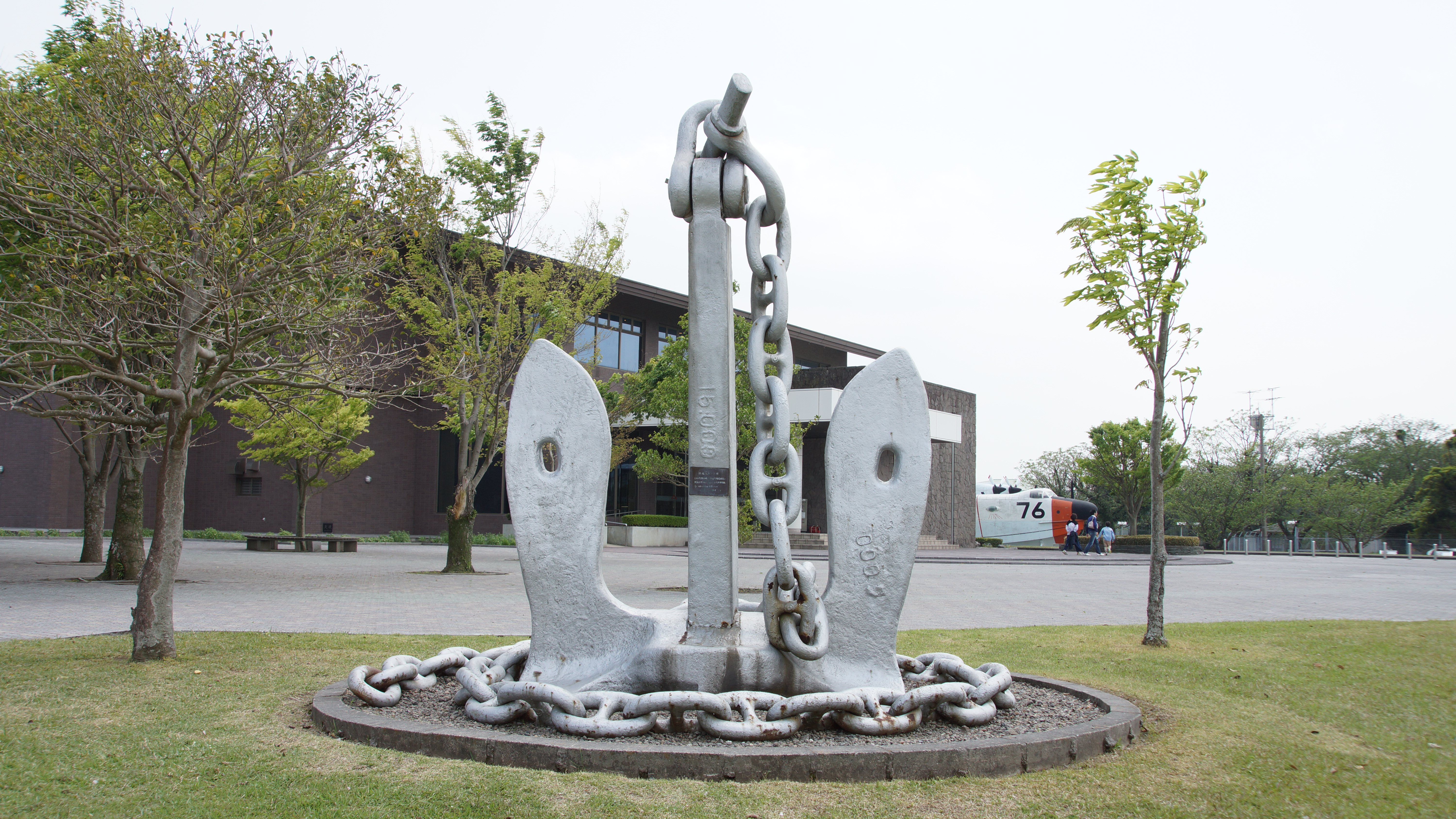
IJN 히에이 전함의 메인 닻으로 클래식한 더블 갈고리 디자인을 적용했다.

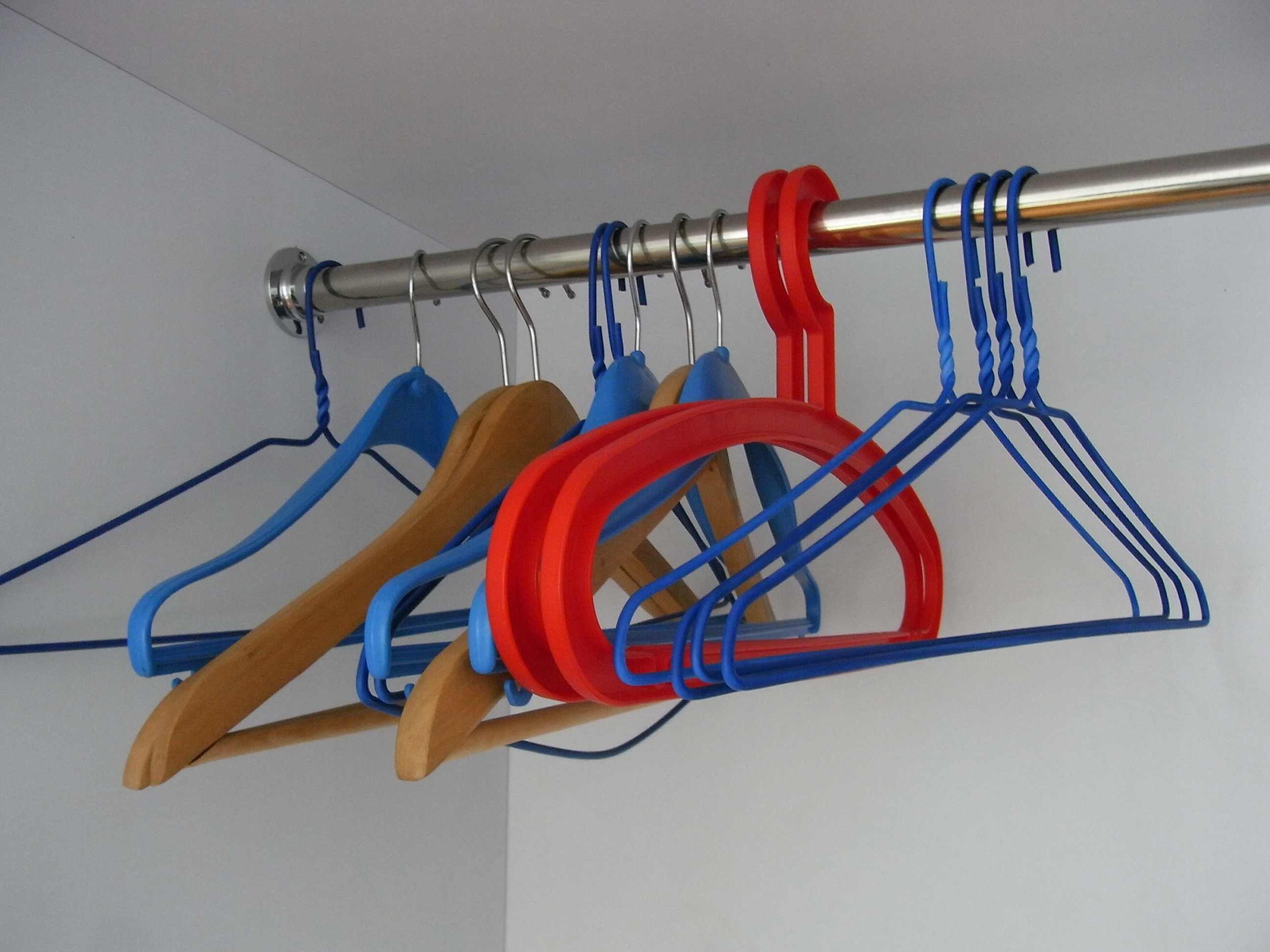
가로대나 빨랫줄에 걸 수 있는 상단 갈고리가 있는 옷걸이

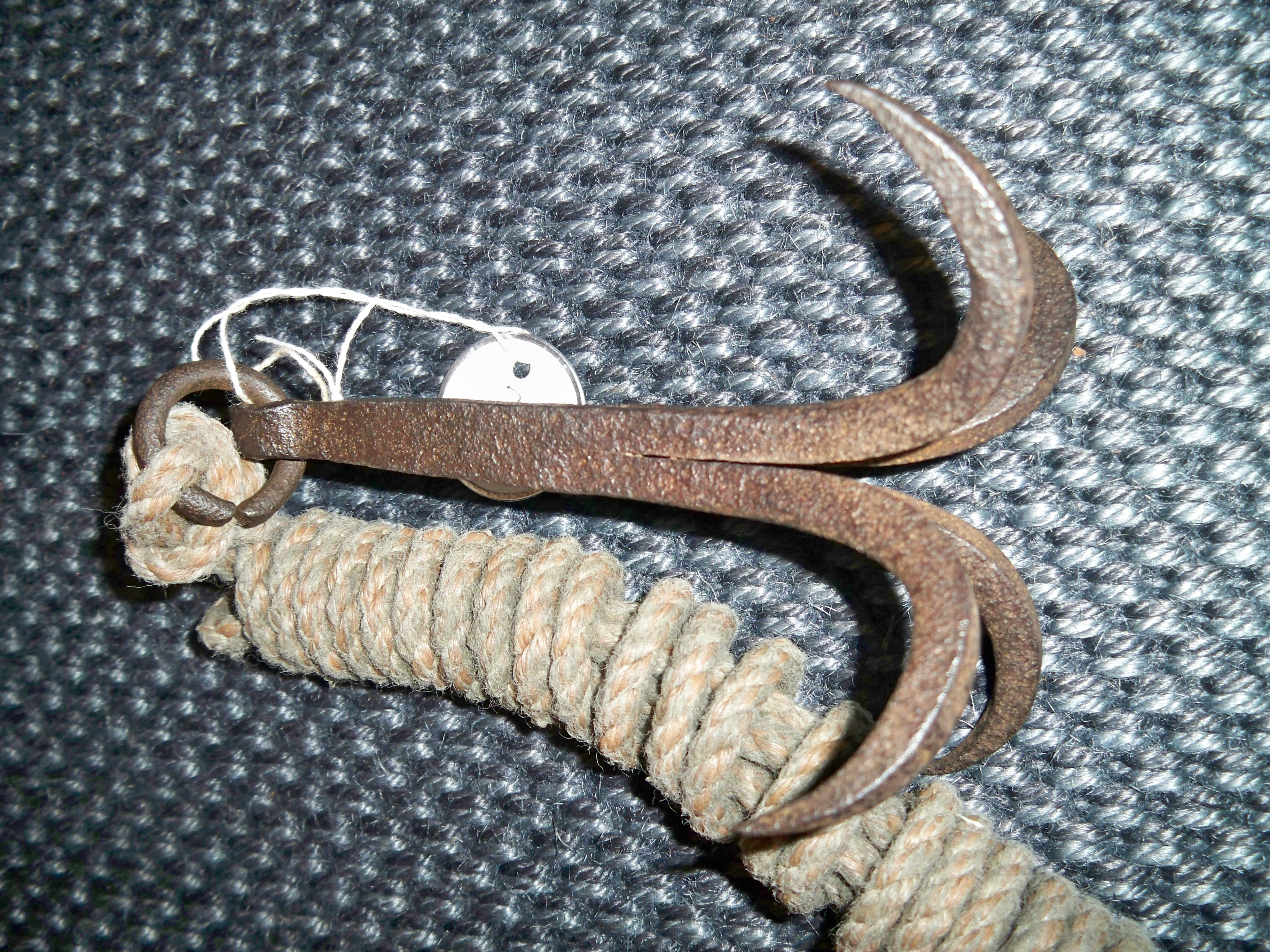
표면이나 물체를 잡고 고정할 가능성을 높이기 위해 여러 갈고리가 있는 '그래플링 갈고리'

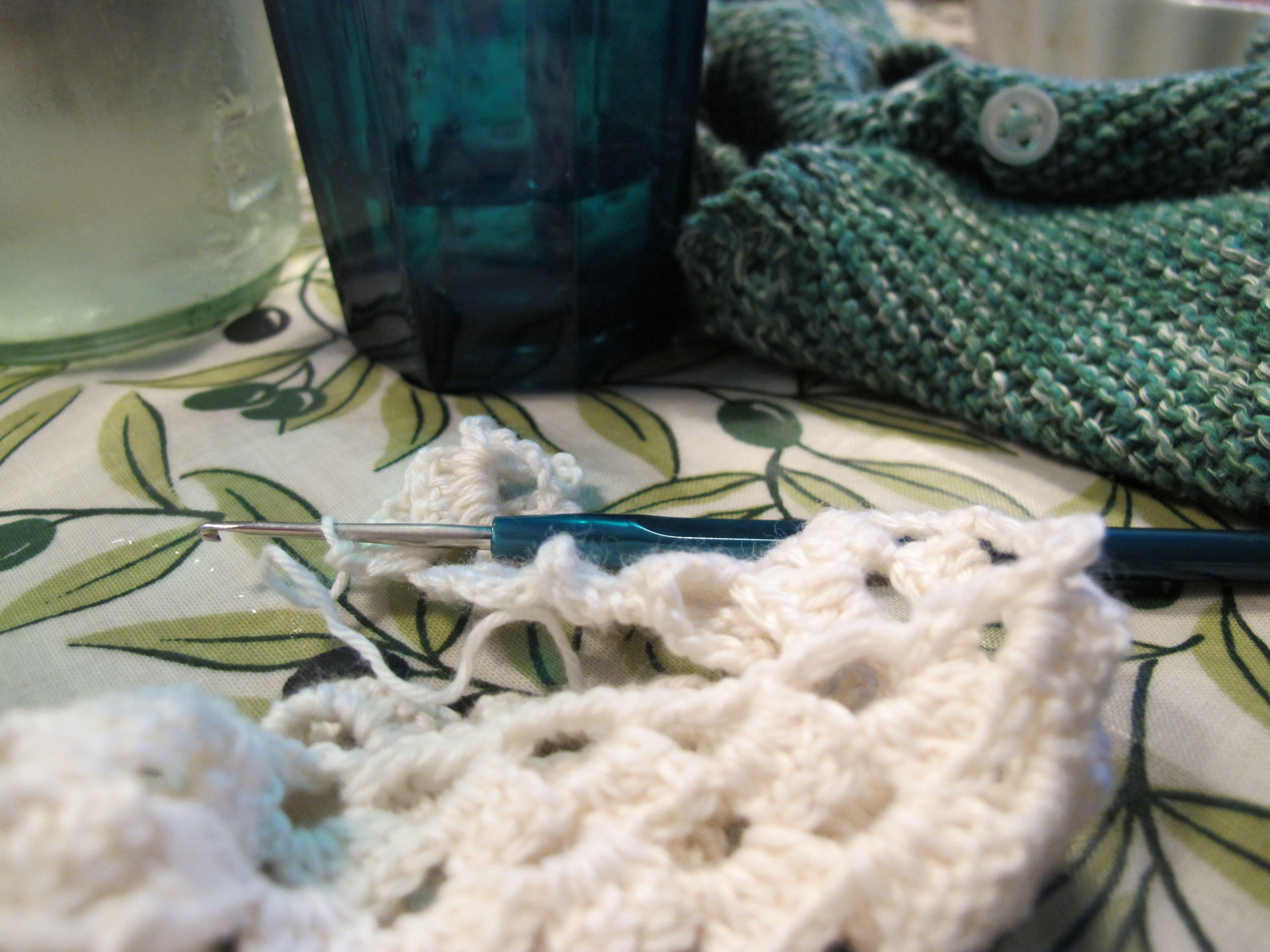
끝 부분에 깊은 걸림 홈이 있는 코바늘로 자수 시 실을 당기는 데 사용

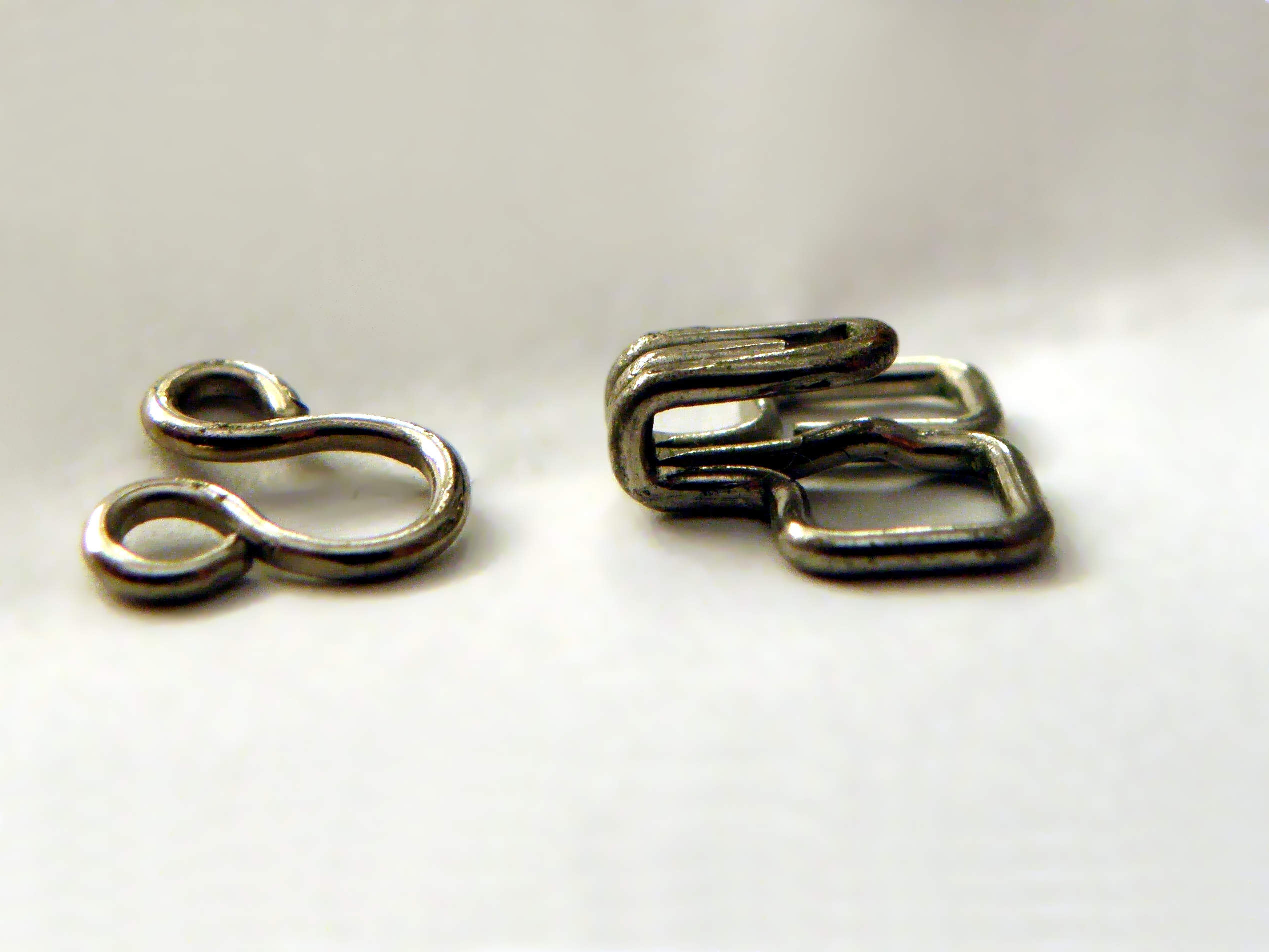
훅 앤 아이 걸쇠는 옷에 꿰매는 두 부분으로 구성되며, 그 중 하나는 후크 역할을 하고 다른 하나는 스테이플 역할을 한다.

갈고리(Hook)는 일반적으로 금속과 같은 길이의 재료로 구성된 도구로, 뒤쪽으로 구부러지거나 구부러지거나 홈이 깊게 파인 부분이 포함되어 있어 다른 물체를 잡거나 걸거나 어떤 식으로든 부착하는 역할을 한다. 갈고리의 근위 단부로 그리고 그로부터 구부러진/움푹 들어간 부분을 통해 견인력이 전달될 수 있도록 한다. 실가닥, 밧줄 또는 사슬에 부착하여 두 물체 사이에 뒤집을 수 있는 부착물을 제공하는데 사용된다.
대부분의 경우 갈고리의 말단부는 대상 물질에 침투할 수 있도록 날카롭게 뾰족해져 더 견고한 고정이 가능하게 한다. 일부 갈고리, 특히 낚싯바늘은 주변 물질을 잡고 가두는 보조 갈곩 역할을 하는 뾰족한 끝 근처에 뒤로 향한 돌출부인 미늘이 있어 갈고리가 한 번 쉽게 뒤로 당겨지지 않도록 하게 한다.